# Isamu Akasaki
Isamu Akasaki (n. 30 ianuarie 1929, Chiran⁠(d), Prefectura Kagoshima, Japonia – d. 1 aprilie 2021, Nagoya, Japonia) a fost un om de știință japonez, cunoscut pentru invenția LED-ului albastru de mare intensitate bazat pe joncțiune p-n de azotură de galiu (1989). 
Este laureat al Premiului Nobel pentru Fizică 2014, împreună cu Hiroshi Amano și Shuji Nakamura, „pentru inventarea de LED-uri albastre eficiente, care a permis surse de lumină albă intense și economice”.